# Ana Diosdado
Ana Isabel Álvarez-Diosdado Gisbert (Buenos Aires, 21 de maig de 1938 - Madrid, 5 d'octubre de 2015) va ser una dramaturga, guionista i actriu amb doble nacionalitat, espanyola i argentina.

## Biografia
Va néixer a Buenos Aires, Argentina, on els seus pares, els actors Enrique Diosdado i Isabel Gisbert, romanien exiliats després de l'esclat de la Guerra Civil Espanyola. L'actriu Margarita Xirgu va ser la seva padrina de baptisme. Després del divorci dels seus pares i posterior defunció de la seva mare, Enrique Diosdado va contreure matrimoni amb la també actriu Amelia de la Torre.

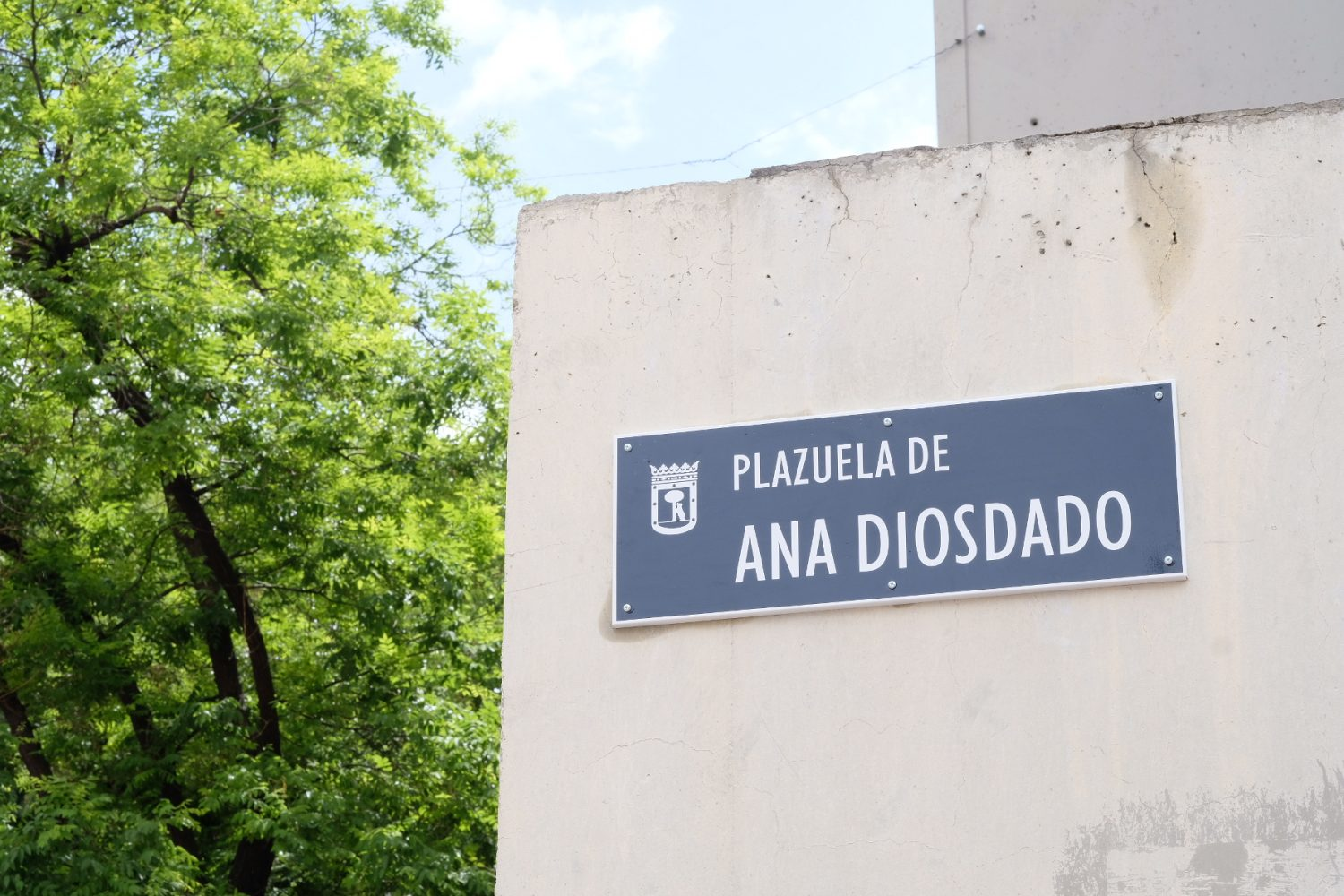
Placeta d'Ana Diosdado a Madrid.

Amb tan sols cinc anys va actuar per primera vegada sobre les taules en l'obra Mariana Pineda, al costat de la seva padrina Margarita Xirgu. En 1950 va arribar a Espanya i va estudiar en el Liceu Francès. Va continuar treballant en la companyia del seu pare, actuant en obres com Així que passin cinc anys de Federico García Lorca. Va estudiar Filosofia i Lletres a la Universitat Complutense de Madrid, però la va abandonar abans d'obtenir la llicenciatura. Als vint-i-quatre anys va ser finalista del premi Planeta amb la novel·la En qualsevol lloc, no importa quan.
En 1965 va publicar la seva primera novel·la, i en 1969 va estrenar una adaptació d'una comèdia de Peter Ustinov, A mig camí. Sis anys més tard va estrenar la seva primera peça de teatre original, Oblida els tambors de 1970, que va ser el seu major èxit en els escenaris; va guanyar amb ella els premis Mayte i Fòrum Teatral. Va ser portada al cinema en 1975 per Rafael Gil, i en aquest mateix any va iniciar la seva relació sentimental amb l'actor Carlos Larrañaga.
Va començar a escriure guions de televisió; la seva primera incursió en el gènere és Jo, la jutge; en 1972 escriu el guió i protagonitza, al costat de Jaime Blanch, la sèrie Juan i Manuela en Televisió espanyola. Seguirien, en aquest mateix mitjà, Anells d'or de 1983, al costat de Imanol Arias, que es va convertir en una de les sèries de major èxit en la història de la televisió a Espanya i Segon ensenyament de 1986. Ambdues van ser dirigides per Pedro Masó. També conrea el guió de radi, amb obres com La imatge del mirall en 1976.
Amb El Okapi, estrenada en 1972, exposa un problema generacional concentrant-se en una residència d'ancians. En 1973 estrena el drama Vostè també podrà gaudir d'ella, àcida visió de la societat de consum. També és un èxit el drama històric Els comuneros de 1974, on la rebel·lió de Padilla, Bravo i Maldonado és vista a través dels ulls de Carlos V en tres moments diferents de la seva vida, infantesa, mocedad i vellesa. Posteriors són I de Caixmir, chales en 1976 i Cuplé de 1986.
A partir d'aquest moment, es va centrar en la seva carrera d'escriptora i dramaturga, destacant entre els seus grans èxits, la novel·la, adaptada després a obra de teatre Els vuitanta són nostres, estrenada en 1988. Després ha representat Camí de plata de 1988, interpretada per ella mateixa i Carlos Larrañaga, Cristall de Bohèmia de 1994 i L'última aventura en 1999.
Va realitzar adaptacions com la ja esmentada de Peter Ustinov, o Knack (1973), La gata sobre la teulada de zinc calent de Tennessee Williams de 1979, Casa de nines de Henrik Ibsen en 1983 i La importància de cridar-se Wilde de 1993. A més, va treballar com a columnista en els periòdics Diari 16 i ABC.
Va estar casada amb l'actor Carlos Larrañaga de 1979 a 1999. Van contreure matrimoni a Londres en la primavera de 1979. Posteriorment es van tornar a casar a Toledo el 6 de novembre de 1987. En 2013 va ser diagnosticada de leucèmia crònica i a l'agost de l'any següent va sofrir un vessi cerebral. El 5 d'octubre de 2015 va morir a la seu de la SGAE després d'un esvaïment durant el transcurs d'una reunió.

## Obres

### Teatre
- Olvida los tambores. 1970.
- El okapi. 1972.
- Usted también podrá disfrutar de ella. 1973.
- Los comuneros (Si hubiese buen señor). 1974.
- Y de Cachemira chales. 1976.
- Cuplé. 1986.
- Los ochenta son nuestros. 1988.
- Camino de plata. 1988.
- 321, 322. 1991.
- En la corteza del árbol. 1991.
- Cristal de Bohemia. 1994.
- Decíamos ayer. 1997.
- La imagen del espejo. 1998.
- La última aventura. 1999.
- Harira. 2005.

### Adaptacions teatrals
- A mitad de camino de Peter Ustinov. 1970.
- Knack d'Ann Jellicoe. 1973.
- Casa de nines de Henrik Ibsen. 1983.
- La gata sobre el tejado de zinc de Tennessee Williams. 1979.
- La importancia de llamarse Wilde. 1993.

### Guions de TV
- Juan y Manuela. 1974.
- Anillos de Oro. 1983.[4]
- Segunda Enseñanza. 1986.
- Yo, la juez.
- Las claves de la independencia. 2004.

### Novel·la
- En cualquier lugar, no importa cuando. 1965.
- Campanas que aturden. 1969.
- Los ochenta son nuestros. 1986.
- Igual que aquel príncipe. 1994.

## Premis i Homenatges
- TP d'Or (1983) per Anillos de oro.
- Fotogrames de Plata (1983) a la Millor intèrpret de televisió per Anillos de oro.[7]
- Premio Mar del Plata.[7]
- Premi Mayte (1971) per Olvida los tambores[5]
- Com a membre destacat de l'Associació d'Autors de Teatre, la AAT va publicar en 2007 una antologia de les seves millors obres en la seva col·lecció Teatre Escollit.
- Premi d'Honor (2013) en la XVI Edició dels Premis Max.[10]
- Medalla d'Or de Valladolid.[7]
- Premi Fastenrath de la Reial Acadèmia Espanyola.
- Dra. Honoris causa per la Universitat d'Alcalà (11 desembre 2014).